# Sandby distrikt
För andra betydelser, se Sandby distrikt (olika betydelser).
Sandby distrikt är ett distrikt i Mörbylånga kommun och Kalmar län på södra Öland. 
Distriktet ligger på Ölands östkust, nordost om Mörbylånga.

## Tidigare administrativ tillhörighet
Distriktet inrättades 2016 och utgörs av socknen Sandby i Mörbylånga kommun.
Området motsvarar den omfattning Sandby församling hade vid årsskiftet 1999/2000.